# سهمان (جبلة)

تعديل مصدري - تعديل

سهمان محلة تابعة لقرية الكريف، التابعة لعزلة وراف بمديرية جبلة إحدى مديريات محافظة إب في الجمهورية اليمنية، بلغ تعداد سكانها 185 حسب تعداد اليمن لعام 2004.
سهمان تقع غرب مدينه اب على جبل يسمى جبل الريس تزعمها الشيخ طه محمد عبده ابن احمد البخيتي(الشيبة)